# Central térmica del Puerto de Barcelona
La central térmica del Puerto de Barcelona es una instalación termoeléctrica de ciclo combinado situada en el Muelle de la Energía del Puerto de Barcelona, en la ciudad de Barcelona, en Cataluña (España). Consta de 2 grupos térmicos de 425 MW, que utilizan el gas natural como combustible, y que suman una potencia eléctrica de 850 MW. Es propiedad de la empresa multinacional Naturgy.

## Historia
El proyecto para la construcción de un ciclo combinado en el puerto barcelonés fue planificado por Gas Natural cuando aún no había acometido la absorción de la eléctrica Unión Fenosa. La planta formaba parte del proyecto estratégico de construcción de tres instalaciones similares que también incluía las de Campanillas (Málaga) y Lantarón (Álava), proyecto este último que ha contado con una importante repulsa popular y que se encuentra pendiente de aprobación. Los terrenos elegidos se encontraban en la nueva ampliación del sector 8 del puerto, en el Muelle de la Energía, antes conocido como "Muelle de Inflamables". Las primeras autorizaciones ambientales le fueron otorgadas a Gas Natural a finales de 2007, y en abril de 2008 recibió la autorización del Ministerio de Industria y Energía para la construcción de la instalación.
Ese mismo mes comenzaron las obras, con una inversión prevista de 500 millones €. Las mismas le fueron adjudicadas, según la modalidad llave en mano a General Electric, que se encargaría de la instalación, puesta en marcha, operación y mantenimiento de la instalación. La obra civil fue llevada a cabo por Duro Felguera.
La primera unidad fue conectada a la red en fase de pruebas en abril de 2010, y la segunda lo hizo en septiembre del mismo año. Su funcionamiento pleno comenzó en febrero de 2011, comenzando su operación comercial. El gas natural que sirve de combustible procede de la planta de Enagás que se encuentra contigua a la central.

## Características
La central cuenta con dos unidades de ciclo combinado, con una potencia de 425 MW cada una. Cada una de estas unidades tiene una configuración monoeje, un solo eje longitudinal en el que se acoplan la turbina de gas, la turbina de vapor y el alternador, que se complementa con una caldera de recuperación.
La refrigeración se lleva a cabo mediante el sistema de circuito cerrado con torres de refrigeración; el agua se toma de las instalaciones aledañas de Enagás y posteriormente se vierte a una temperatura similar a la de su toma.
La evacuación de la energía eléctrica producida se lleva a cabo a través de una línea subterránea de 220 kV, que conecta la subestación de la central con la subestación de la Zona Franca, gestionadas por Red Eléctrica de España.